# Adlumia
Adlumia  é um gênero botânico da família Papaveraceae.

## Espécies
- Adlumia asiatica
- Adlumia fungosa